# 영거 앤 영거
《영거 앤 영거》(Younger And Younger)는 미국에서 제작된 퍼시 애들론 감독의 1993년 코미디 영화이다. 도날드 서덜랜드 등이 주연으로 출연하였고 엘레오노르 애들론 등이 제작에 참여하였다.

## 출연

### 주연
- 도날드 서덜랜드
- 브렌든 프레이저
- 로리타 다비도비치
- 샐리 켈러먼
- 줄리 델피

### 조연
- 제이 브룩스
- 밀턴 클락 주니어
- 데이비다 윌리엄스
- 엘렌 블레이크
- 크리스 워필드
- 린다 헌트

## 수상
- 브뤼셀 국제 판타스틱 영화제 - 수상 "Silver Raven Award" - Percy Adlon
- 도쿄 국제 영화제 - 수상 "Best Actress Award" - Lolita Davidovich

## 기타
- 공동제작: 아지즈 오제
- 미술: 스티븐 르글러
- 의상: 샤렌 데이비스